# Honor Thy Father
Pistes de Train of Thought
Endless Sacrifice
(3) Vacant
(5)
Honor Thy Father est la quatrième chanson de l'album Train of Thought du groupe de metal progressif Dream Theater. La musique a été composée par John Myung, John Petrucci, Mike Portnoy et Jordan Rudess et les paroles ont été écrites par Mike Portnoy.

## Apparitions
1. Train of Thought (Album) (2003)
2. Score (DVD Live) (2006)
3. Mike Portnoy : In Constant Motion (DVD, Studio Performance) (2007)

## Faits Divers
Mike Portnoy exprime dans les paroles de la chanson la haine qu'il éprouve envers son beau-père.
Le groupe a déclaré avoir été influencé par le groupe Mudvayne pour l'écriture de ce morceau.
Les extraits sonores de 5:17 à 6:25 proviennent des films Magnolia, La Famille Tenenbaum, Des gens comme les autres, Comme un chien enragé et de la série américaine Oz.

## Personnel
- James LaBrie - chant
- John Myung - basse
- John Petrucci - guitare
- Mike Portnoy - batterie
- Jordan Rudess - claviers